# The Keynote Speaker
Albums de U-God
Dopium
(2009)
The Keynote Speaker est le quatrième album studio de U-God, sorti le 23 juillet 2013.
L'album s'est classé 57e au Top R&B/Hip-Hop Albums.

## Liste des titres
| No  | Titre                                                                       | Contient un (des) sample(s) de                                                      | Durée |
| --- | --------------------------------------------------------------------------- | ----------------------------------------------------------------------------------- | ----- |
| 1.  | Vortex of My Mind (Skit) (featuring Vivien Scarlett)                        |                                                                                     | 0:33  |
| 2.  | Keynote Speaker (Produit par Leaf Dog)                                      |                                                                                     | 2:03  |
| 3.  | Heads Up (featuring Scotty Wotty et GZA – Produit par DJ Homocide)          |                                                                                     | 2:30  |
| 4.  | Inferno (Skit)                                                              |                                                                                     | 0:09  |
| 5.  | Fire (featuring Scotty Wotty et Method Man – Produit par Steve Reaves)      |                                                                                     | 3:16  |
| 6.  | Fame (featuring Styles P – Produit par Leaf Dog)                            |                                                                                     | 4:11  |
| 7.  | Skyscraper (Produit par DJ Homocide)                                        | We Almost Lost Detroit de Gil Scott-Heron et Brian Jackson                          | 2:12  |
| 8.  | Heavyweight (Produit par Teddy Powell)                                      |                                                                                     | 2:28  |
| 9.  | Colossal Cosmos (Skit) (featuring Vivian Scarlett)                          |                                                                                     | 0:29  |
| 10. | Stars (Produit par DJ Homocide)                                             | Love Rap de Spoonie Gee and The Treacherous Three                                   | 2:29  |
| 11. | Golden Arms (Produit par J. Serbe et J Reynoso Jr.)                         | Untitled de Cannonball Adderley Heaven & Hell de Raekwon featuring Ghostface Killah | 3:01  |
| 12. | Room Keep Spinning (Produit par RZA)                                        |                                                                                     | 3:48  |
| 13. | Zilla (Produit par DJ Homocide)                                             | Ball of Confusion (That's What the World Is Today) des Temptations                  | 2:49  |
| 14. | Get Mine (Produit par RZA)                                                  |                                                                                     | 2:38  |
| 15. | Mt. Everest (featuring Inspectah Deck et Elzhi – Produit par Blastah Beatz) |                                                                                     | 3:31  |
| 16. | Tranzform (Produit par DJ Homocide)                                         |                                                                                     | 3:12  |
| 17. | Journey (featuring Kool Keith – Produit par Teddy Powell)                   |                                                                                     | 3:35  |

| 18. | Be Right There (Produit par RZA)         | 2:41 |
| 19. | Days of Glory (Produit par Steve Reaves) | 2:58 |